# IC 1866
IC 1866 је елиптична галаксија у сазвјежђу Еридан која се налази на листи објеката дубоког неба у Индекс каталогу.
Деклинација објекта је - 15° 39' 10" а ректасцензија 2h 54m 52,9s. Привидна величина (магнитуда) објекта IC 1866 износи 14,0 а фотографска магнитуда 15,0. IC 1866 је још познат и под ознакама MCG -3-8-44, NPM1G -15.0153, PGC 10992.